# Elezioni parlamentari in Finlandia del 1927
Le elezioni parlamentari in Finlandia del 1927 si tennero il 1º luglio per il rinnovo dell'Eduskunta.

## Risultati
| Liste                                                     | Voti    | %     | Seggi | Differenza | Differenza | Differenza |
| Liste                                                     | Voti    | %     | Seggi | Voti       | %          | Seggi      |
| --------------------------------------------------------- | ------- | ----- | ----- | ---------- | ---------- | ---------- |
| Partito Socialdemocratico Finlandese                      | 257.572 | 28,30 | 60    | +2.504     | -0,7       | –          |
| Lega Agraria                                              | 205.313 | 22,56 | 52    | +27.331    | +2,3       | +8         |
| Partito di Coalizione Nazionale                           | 161.450 | 17,74 | 34    | -5.430     | -1,3       | -4         |
| Partito Popolare Svedese                                  | 111.005 | 12,20 | 24    | +5.272     | +0,2       | +1         |
| Lista Socialista dei Lavoratori e dei Piccoli Proprietari | 109.939 | 12,08 | 20    | +18.100    | +1,6       | +2         |
| Partito Progressista Nazionale                            | 61.613  | 6,77  | 10    | -18.324    | -2,3       | -7         |
| Partito dei Contadini                                     | 1.341   | 0,15  | –     | +885       | +0,1       | –          |
| Partito degli Agricoltori                                 | 784     | 0,09  | –     | –          | –          | –          |
| Altri                                                     | 1.174   | 0,13  | –     | +128       | +0,0       | –          |
| Totale                                                    | 910.191 |       | 200   | +31.250    |            |            |